# Ghiacciaio Haines
Il ghiacciaio Haines (in inglese Haines Glacier) è un ghiacciaio lungo circa 45 km e largo circa 7, situato sulla costa di Lassiter, nella parte orientale della Terra di Palmer, in Antartide. Il ghiacciaio, il cui punto più alto si trova 971 m s.l.m., fluisce in direzione sud-est, costeggiando il versante sud-occidentale dei monti Dana e quello nord-orientale del monte Heer, fino a unire il proprio flusso a quello del ghiacciaio Meinardus, poco a est del monte Barkow.

## Storia
Il ghiacciaio Haines fu scoperto da alcuni membri del Programma Antartico degli Stati Uniti d'America durante una ricognizione aerea del dicembre 1940. Nel 1947 il ghiacciaio fu nuovamente avvistato da membri della spedizione antartide condotta nel 1947-48 al comando di Finn Rønne, che poi lo mapparono da terra assieme a cartografi del British Antarctic Survey, che all'epoca si chiamava ancora Falkland Islands and Dependencies Survey (FIDS). Proprio il FIDS battezzò poi così il ghiacciaio in onore del meteorologo William C. Haines, membro delle prime due spedizioni antartiche comandate da Richard Evelyn Byrd nel 1928-30 e nel 1933-35.